# 톨렌티노 전투
톨렌티노 전투는 조아킴 뮈라가 나폴레옹의 백일천하를 도와주는 과정에서 발발한 전투이다. 이 전투에서 조아킴 뮈라는 패배하여 몰락하게 된다. 뮈라는 나폴레옹 보나파르트의 여동생이자 아내에 의해 나폴레옹을 배반해 그가 엘바 섬으로 유배되는 데 일조했으나 그 뒤 100일 천하로 나폴레옹이 복귀하자 다시 나폴레옹의 편에 붙어 5월에 오스트리아 제국과 전쟁을 한다.

## 결과
뮈라는 오스트리아 제국군의 2배가 넘는 병력으로 전투를 치렀음에도 불구하고 패배했다. 여기에는 문제가 있는데 원래 뮈라는 기병 지휘관이었다. 그런데 이 전투에서 뮈라는 기병은 없었으며 대신 포병을 이끌고 참전했다. 포병을 다루는 능력이 미숙한 뮈라는 이 전투에서 심하게 고전한 끝에 패배했다.